# Aldo Amaduzzi
Aldo Amaduzzi (Taranto, 1904 – Roma, 27 maggio 1991) è stato un economista italiano.
Allievo di Gino Zappa all'Università Ca' Foscari Venezia, fu un importante studioso ed innovatore di economia aziendale e ragioneria.  Fu colui che disse che impresa e azienda non sono altro che sinonimi. Tra i suoi allievi vi furono Paolo Emilio Cassandro ed Enrico Cavalieri.

## Biografia
Nel 1925 si laurea con Gino Zappa, tra i maggiori economisti d'azienda italiani. Nel 1936 ottiene la cattedra all'Università degli Studi di Catania. Fino al 1947 è rettore dell'Università di Bari. Nel 1980 è nominato professore emerito dell'Università di Roma. Ha elaborato il sistema del patrimonio e del risultato economico.

## Opere principali
- 1: L'azienda nel suo sistema e nell'ordine delle sue rilevazioni, parte di Trattato di ragioneria, Torino, Utet, 1957.
- La pianificazione nell'economia dell'azienda industriale, Genova, Libreria M. Bozzi, 1959.
- 2: Le gestioni comuni. Gestioni societarie, associazioni in partecipazione, aziende divise, gestioni speciali, parte di Trattato di ragioneria, Torino : Utet, 1967.
- 9: I bilanci di esercizio delle imprese, parte di Trattato di ragioneria, Torino, Utet, 1976. Riedita nel 1986.